# Marcos Aurélio Fernandes da Silva
Marcos Aurélio Fernandes da Silva (sinh ngày 23 tháng 9 năm 1977) là một cầu thủ bóng đá người Brasil.

## Sự nghiệp câu lạc bộ
Marcos Aurélio Fernandes da Silva đã từng chơi cho Avispa Fukuoka và Kawasaki Frontale.

## Thống kê câu lạc bộ

### J.League
| Đội               | Năm       | J.League | J.League | J.League Cup | J.League Cup | Tổng cộng | Tổng cộng |
| Đội               | Năm       | Trận     | Bàn      | Trận         | Bàn          | Trận      | Bàn       |
| ----------------- | --------- | -------- | -------- | ------------ | ------------ | --------- | --------- |
| Avispa Fukuoka    | 1998      | 3        | 0        | 0            | 0            | 3         | 0         |
| Kawasaki Frontale | 2002      | 2        | 0        | -            | -            | 2         | 0         |
| Tổng cộng         | Tổng cộng | 5        | 0        | 0            | 0            | 5         | 0         |